# Triberg im Schwarzwald
Triberg im Schwarzwald är en stad i Schwarzwald-Baar-Kreis i regionen Schwarzwald-Baar-Heuberg i Regierungsbezirk Freiburg i förbundslandet Baden-Württemberg i Tyskland.
Stadenen ingår i kommunalförbundet Raumschaft Triberg tillsammans med kommunerna Schönwald im Schwarzwald och Schonach im Schwarzwald.